# Artus de Lionne (1655-1713)
Cet article concerne l'évêque de Rosalia. Pour l'évêque de Gap, voir Artus de Lionne (1583-1663).

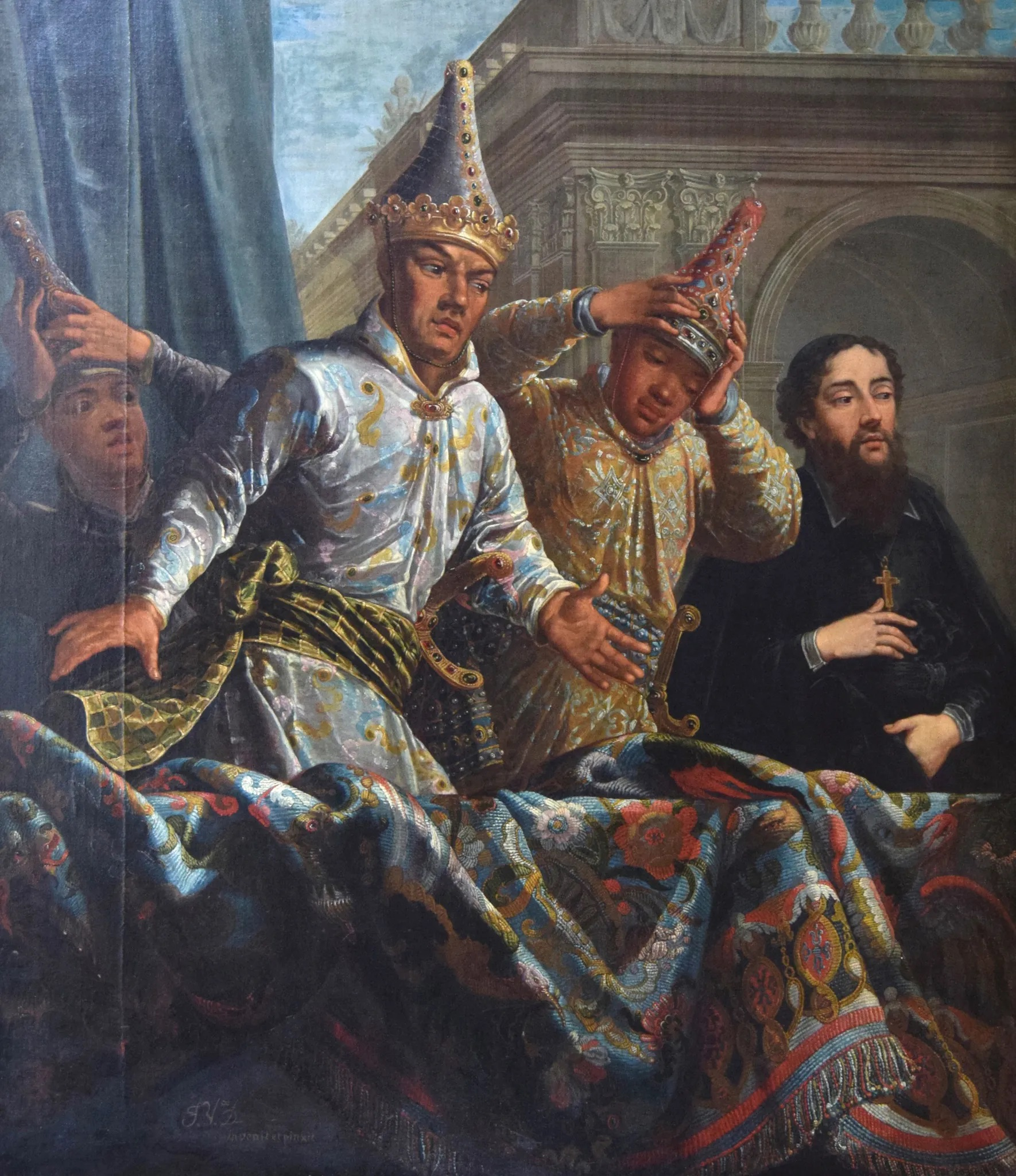
Artus de Lionne (à droite) interprète au côté des diplomates du Royaume de Siam. Coll. Abbaye de Chaalis.

Artus de Lionne, né en 1655 à Rome et mort en 1713 à Paris, abbé et évêque du siège titulaire de Rosalia (de) situé en Turquie, missionnaire français de la Missions étrangères de Paris et interprète en langue siamoise. Il était le fils du ministre des Affaires étrangères de Louis XIV, Hugues de Lionne et le petit-fils et homonyme d'Artus de Lionne devenu évêque de Gap après son veuvage.

## Biographie
En 1681, il partit comme missionnaire au Siam. Il revint dans le royaume de France en 1686 comme interprète de la délégation diplomatique du royaume de Siam dirigée par Kosa Pan, diplomate siamois et ministre des Affaires étrangères du Siam. En 1687, Artus de Lionne retourna au Siam à bord de l'escadre siamoise en compagnie des diplomates Simon de La Loubère et de Claude Céberet du Boulay envoyés extraordinaires de Louis XIV au Siam.
En 1688, il participe aux négociations entre le Siam et le royaume de France pendant la révolution siamoise et le siège de Bangkok. Il est finalement expulsé du Siam avec le corps expéditionnaire français commandé par le général Desfarges, laissant derrière eux, l'évêque Louis Laneau comme otage des Siamois.
En 1689, Artus de Lionne s'est ensuite rendu en Chine en tant que vicaire apostolique. Il a travaillé avec Mgr Maigrot dans la province de Fujian. Il fut un temps l'archevêque de Sichuan. Là, il fut un adversaire des Jésuites et participa à la querelle des rites entre Jésuites, Dominicains et Franciscains en Chine.
Artus de Lionne s'embarqua pour l'Europe le 17 février 1702, accompagnant le chrétien chinois Arcade Huang dans le cadre des missions étrangères de Paris, comme traducteur et interprète chinois. Ils arrivèrent en France en octobre 1702. Ils se rendirent à Rome pour être ordonnés prêtres et être présentés au pape afin de témoigner de la réalité du christianisme chinois, mais Arcade Huang renonça finalement à être ordonné. Artus de Lionne revint à Paris pour poursuivre ses études.
En 1705-1707, Artus de Lionne accompagna la mission de Charles Thomas Maillard de Tournon auprès de l'empereur chinois Kangxi de la dynastie Qing. Mais ayant voulu prendre part à la querelle des rites chinois, la mission finit par être bannie et se réfugia à Macao. Artus de Lionne influença le traité contre la Philosophie chinoise de Nicolas Malebranche.
Il revint de Rome à Paris « dans le séminaire des Missions-Étrangères, y travailler avec eux pour la même affaire (celle des cérémonies chinoises, contre les Jésuites), et il y mourut dans une vie fort retirée et fort appliquée, sans avoir quitté le dessein de retourner aux missions, qui lui avait toujours fait conserver sa grande barbe ».